# Lytle, Texas
Lytle là một thành phố thuộc quận Atascosa, tiểu bang Texas, Hoa Kỳ. Năm 2010, dân số của xã này là 2492 người.

## Dân số
- Dân số năm 2000: 2383 người.
- Dân số năm 2010: 2492 người.